# Коломбатович, Юрай
Юрай Коломбатович (хорв. Juraj Kolombatović; 8 декабря 1843, Сплит, Австро-Венгрия — 21 сентября 1908, Сплит) — австро-венгерский учёный-зоолог, известный своими трудами по ихтиологии, а также проектом облесения района Марьян.
На протяжении своей работы в должности профессора, с 1864 по 1900, Юрай Коломбатович описал 9 новых видов рыб, а в 1886 году даже описал один вид ящериц — Lacerta mosorensis. Кроме того, в 1852 году по его инициативе был запущен проект облесения Марьяна (район Сплита), где была проведена высадка алеппской сосны (Pinus halepensis).